# Charles-Egon IV de Fürstenberg
Pour les autres membres de la famille, voir Maison von und zu Fürstenberg.
Charles Egon IV Maria Frédéric Emile Kaspar Henri Guillaume Kamill Max Louis Victor, prince de Fürstenberg (25 août 1852, Kruschowitz - 27 novembre 1896, château de Bruttan), est un prince allemand.

## Biographie
Fils du prince Charles-Egon III de Fürstenberg et petit-fils du prince Henri XIX de Reuss-Greiz, il est instruit par des tuteurs privés et voyage durant sa jeunesse. Il assiste des conférences philosophiques et juridiques de l'Université de Heidelberg de 1872 à 1874, puis il poursuit ses études à l'Université de Strasbourg. Il est membre du Corps Suevia Heidelberg.
En 1876, il entre dans l'armée prussienne comme lieutenant au régiment de hussards du Corps de la Garde à Potsdam. Il est promu major, puis colonel. Il accompagne le prince Hermann de Hatzfeldt-Trachenberg en mars 1888 à Rome pour rencontrer le pape Léon XIII.
À la suite de la mort de son père, en 1892, il devient prince de Fürstenberg. Membre de la Chambre des seigneurs de Prusse, de la Chambre des seigneurs de Wurtemberg (de) et la première chambre de Bade, il est élu au Reichstag le 10 novembre 1893.

## Vie familiale
Le 6 juillet 1881, il épouse la comtesse Dorothée "Dolly" de Talleyrand-Périgord (1862-1948), fille du duc Napoléon-Louis de Talleyrand-Périgord (fils du duc Edmond de Talleyrand-Périgord et de la princesse Dorothée de Courlande), et de Pauline de Castellane (fille du maréchal Boniface de Castellane et de Louise-Cordélia Greffulhe). Veuve, Dolly se remaria à Jean de Castellane.
De sa liaison avec l'actrice célibataire Ursula Crescenzia Mathilde Wahl "dite Wahlther" (Ulm, 1859 - Freiburg, 1942), fille de Karl Julius Reinhold Wahl (Ulm, 1830 - Ulm, 1900) et Johanna Wiedemann (Regglisweiler, 1824 - Ulm, 1895) il eut un fils naturel : Julius Wahl-Walther (Ulm 2 décembre 1879 - Krefeld-Mitte, août 1955), acteur et photographe à Ulm, Strasbourg et Heilbronn. Celui-ci épouse le 17 mars 1904 à Ulm Eugénie Gabriele Andt (La Wanzenau,  1881 - monastère de la Sainte Trinité à Krefeld Mitte, 1958), fille de l'entrepreneur français Clément Andt (La Wanzenau, 1853 - Lunéville, 1917) et de son épouse Lina Gabrielle Émilie Chuquet de Montigny (Strasbourg, 1845 - La Wanzenau, 1897).